# هاري هاريس
هاري هاريس (بالإنجليزية: Harry Harris)‏ (2 نوفمبر 1933 في المملكة المتحدة - 1 يناير 2004) هو مدرب كرة قدم ولاعب كرة قدم بريطاني في مركز الوسط. لعب مع نادي بورتسموث ونيوبورت كونتي.

## وصلات خارجية
- هاري هاريس على موقع قاعدة بيانات كرة القدم.إي يو (الإنجليزية)